# Dolophilodes aequalis
Dolophilodes aequalis là một loài Trichoptera trong họ Philopotamidae. Chúng phân bố ở miền Tân bắc.